# Homohypochaeta reclinata
Homohypochaeta reclinata är en tvåvingeart som beskrevs av Townsend 1927. Homohypochaeta reclinata ingår i släktet Homohypochaeta och familjen parasitflugor.
Artens utbredningsområde är Peru. Inga underarter finns listade i Catalogue of Life.